# Дашкевич, Татьяна Николаевна
Татьяна Николаевна Дашкевич (род. 1968, Озерище, Минская область) ― белорусская русскоязычная писательница и поэтесса, автор-исполнитель песен. Член Союза писателей России (1993) и Союза писателей Беларуси (2006).

## Биография
Детство прошло в Минске. Отец ― инженер, мать ― врач. После школы работала в совхозе, в 1992 году окончила Литературный институт в Москве. Училась в поэтическом семинаре Льва Ошанина. Выйдя замуж за прозаика и барда Николая Шипилова (1946—2006) некоторое время жила в Москве. В 2000-х уехала с ним в Минск. Начиная с 2010-х занимается литературной педагогикой, проектом «Дети на войне» (собирает и издает истории людей, чье детство выпало на годы ВОВ), ведёт концертную деятельность, пишет биографии.
Стихи и проза публиковались в журналах «Наш современник»(«Я крик колыбельный, я скорби юдоль…», «Осенний полёт»), «Москва» («Старое вино»), «Молодая гвардия», газете «Завтра», «Неман», «Человека земле», «Славянка», «Родник», в антологиях русской поэзии ХХ и XXI века. Автор многих просветительских и культурологических статей и очерков, публиковавшихся в московских и минских газетах и журналах. С 1999 года сотрудничает с композитором и исполнителем Дмитрием Маликовым, для которого написаны тексты к песням «С днём рождения, мама», «Два пистолета», «Мой отец».
В жанре биографии написаны книги « Алексей Фатьянов. ЖЗЛ» (Москва, 2004), «Житие блаженной Валентины Минской» (Минск, 2007), «Жизнь — вдохновенный полёт» (2013) о судьбе поэта, путешественника, юриста, мецената Владимира Исайчева, чьим биографом является. Сценарист и автор программы «Маячок» на детском ютуб-канале Свято-Елисаветинского монастыря.
Лауреат литературной премии имени Андрея Платонова «Умное сердце» (1996). Национальная премия «Имперская культура» имени Эдуарда Володина в номинации «Музыкальное искусство» за книгу серии «ЖЗЛ» «Алексей Фатьянов» (Москва, 2004). Лауреат телеконкурса «Золотой граммофон» (2000) за текст песни «С днём рождения, мама», дипломант кинофестиваля «Бородинская осень» за главную роль в фильме «Фортуна-фортуната».
Лауреат премии «Прохоровском поле» за книгу «Война глазами детей» проекта «Дети на войне» (2012), Золотой витязь (2016) в номинации «детская литература» за книги «Денежный мешок» и « Лезгинка Рубинштейна», литературной премии Минской области за достижения в детской литературе. За духовно-просветительскую деятельность награждена грамотой Патриаршего Экзарха всея Беларуси.
Участвует в духовно-просветительских фестивалях, выступает с концертами в Беларуси и России. Ежегодно 25 января даёт сольный концерт «Татьянин день». Инициатор возведения Свято-Никольской церкви в деревне Валерьяново Минского района, была старостой этого прихода на первоначальном этапе.

## Творчество
Татьяна Дашкевич известна в первую очередь как автор песен, исполняемых ею под гитару. Она автор диск-альбомов: «Отведи меня во храм», «Деревенский ангел» (выпущен Белорусской православной церковью), «Мама», «Две рыбки», «Письмо любимому», «Просто люблю», «Это — станция Лето».
Стихи Татьяны Дашкевич отличаются естественностью интонации, прочувствованностью, лирической мелодикой. С 2000 года начинает писать книги для детей, издано более 30-ти. Православные издательства охотно издают её детские книги.
Ею написана для серии «Жизнь замечательных людей» биография Алексея Фатьянова.